# Dobrești (Dolj)
Dobreşti é uma comuna romena localizada no distrito de Dolj, na região de Oltênia. A comuna possui uma área de 37.34 km² e sua população era de 2686 habitantes segundo o censo de 2007.